# Lenzenmakersformule
De lenzenmakersformule is een formule uit de geometrische optica die het verband beschrijft tussen de brandpuntsafstand, de kromtestralen en de brekingsindex van een lens. De formule wordt ook wel aangeduid als lenzenformule, maar deze laatste benaming is gebruikelijker voor de lenzenformule die het verband geeft tussen de brandpuntsafstand en de voorwerps- en beeldafstand.
De lenzenmakerformule geeft de brandpuntsafstand als functie van de kromtestralen van de lensoppervlakken en de brekingsindex van het materiaal van de lens. De formule kan worden afgeleid door te kijken naar de afstanden die twee lichtbundels uit een punt in dezelfde tijd afleggen: de ene bundel gaat door het midden van de lens, de andere scheert langs de top. Ze komen weer tegelijk uit in een beeldpunt. De afleiding veronderstelt een dunne lens.
|                                                                 |
| Positieve lens met hoofdas, brandpunt en kromtestralen R1 en R2 |

Voor een optisch systeem met hetzelfde medium in voorwerps- en beeldruimte geldt:
{\displaystyle {\frac {1}{f}}={\frac {n-n_{0}}{n_{0}}}\left({\frac {1}{R_{1}}}+{\frac {1}{R_{2}}}-{\frac {(n-n_{0})d}{nR_{1}R_{2}}}\right)}
Daarin zijn:
- {\displaystyle R_{1},R_{2}} de kromtestralen; voor convexe oppervlakten positief en voor concave oppervlakten negatief gerekend,
- {\displaystyle d} de dikte van de lens gemeten langs de optische as),
- {\displaystyle n_{0}} de brekingsindex van het medium buiten de lens,
- {\displaystyle n} de brekingsindex van het lensmateriaal.
- {\displaystyle f} de brandpuntsafstand van de lens.

In lucht, waarvoor {\displaystyle n_{0}\approx 1}, geldt benaderend:
{\displaystyle {\frac {1}{f}}=\left(n-1\right)\left({\frac {1}{R_{1}}}+{\frac {1}{R_{2}}}-{\frac {(n-1)d}{nR_{1}R_{2}}}\right)}
Voor een ideale dunne lens, dus met verwaarloosbare dikte, bij paraxiale benadering, geldt als verdere benadering:
{\displaystyle {\frac {1}{f}}\approx (n-1)\left({\frac {1}{R_{1}}}+{\frac {1}{R_{2}}}\right)}
Voorbeeld 1
Een holbolle lens van glas met brekingsindex nglas = 1,5 wordt begrensd door een bol vlak met een kromtestraal van 20 cm en een hol vlak van 30 cm. Er geldt dus: R1 = +0,2 m en R2 = –0,3 m. Invullen levert:
{\displaystyle {\frac {1}{f}}=(1{,}5-1)\left({\frac {1}{0{,}2}}+{\frac {1}{-0{,}30}}\right)\approx 0{,}833\,({\mathrm {m} }^{-1}),}
dus
{\displaystyle f=1{,}2\,{\mathrm {m} }.}
Voorbeeld 2
Een lensvormig luchtinsluitsel in glas heeft een brekingsindex 1 (lucht), terwijl het glas zelf een brekingsindex nglas = 1,5 heeft. De relatieve brekingsindex van glas naar lucht is dan 1/nglas = 1/1,5 = 2/3. Dan wordt n – 1 < 0 dus f < 0. De luchtbel werkt als een holle en dus divergerende lens.